# Solnečnyj (Territorio dell'Altaj)
Solnečnyj (in lingua russa Солнечный) è un centro abitato del Territorio dell'Altaj, situato nell'Alejskij rajon.